# El Castellet (Formentor)
El Castellet és un illot situat a l'extrem sud de Cala Murta, al Cap de Formentor (no confondre amb Cala Murta al municipi de Manacor), municipi de Pollença. Es tracta d'un illot de dimensions reduïdes, rocós i molt prominent, amb vegetació de pins al punt més alt.